# Richmond Football Club
El Richmond Football Club és un club professional de futbol australià australià de la ciutat de Melbourne que disputa l'Australian Football League.

## Palmarès
- Victorian Football Association: 1902, 1905
- Australian Football League: 1920, 1921, 1932, 1934, 1943, 1967, 1969, 1973, 1974, 1980
- Campionat d'Austràlia: 1969, 1973, 1974
- McClelland Trophy: 1967, 1972, 1973, 1974, 1975, 1977, 1982